# Rivière à Moïse
La rivière à Moïse (ou rivière Moïse) est située dans la Réserve faunique des Laurentides en Haute-Batiscanie, dans la région administrative de la Capitale-Nationale, à environ 80 km au nord-ouest de la ville de Québec, au Québec, au Canada. 

## Géographie
La rivière à Moïse fait partie du territoire non-organisé du Lac-Croche, dans la Municipalité régionale de comté (MRC) La Jacques-Cartier. Le bassin hydrographique de la rivière Moïse est de 300 km2, soit le quatrième bassin le plus important de la Batiscanie.
Les lacs à Moïse, Rainville, Fusain et Montendre se déchargent dans la rivière à Moïse, laquelle se déverse à son tour dans la rivière aux Éclairs (située au sud-ouest) en aval de l'embouchure du lac Batiscan. Outre deux grands croches, le parcours de la rivière à Moïse est peu sinueux, sur une longueur d'environ 18 km, entre l'embouchure du lac à Moïse et de la rivière aux Éclairs.

## Toponymie
Le toponyme "Rivière à Moïse" a été officialisé le 5 décembre 1968 à la Commission de toponymie du Québec. Selon la Commission de toponymie du Québec, le rapport de l'arpenteur Félix Pagé indique bien la présence de la rivière et du lac à Moïse en 1887. Depuis 1886, le lac est alors situé dans le grand domaine privé Triton Tract d'Alexander Luders Light (1822-1894), ancien ingénieur en chef des chemins de fer au gouvernement du Québec. En 1893, le Triton Tract a été converti en club de chasse et de pêche. Dorénavant, il est désigné le Triton Fish and Game Club. Quelques années plus tard, plusieurs personnalités de grande renommée venant du Canada, des États-Unis ou même de Grande-Bretagne, sont venus y pêcher, telles que John Davison Rockefeller, Theodore Roosevelt, Wilfrid Laurier, Lomer Gouin et Winston Churchill.
En août 1887, Édouard Panet, notaire de Saint-Raymond, se rend au lac à Moïse, avec trois amis pour y pêcher, assisté de quatre guides, dont Alexis et Moïse Noël. Moïse est un Huron de Jeune-Lorette, aujourd'hui Wendake, en banlieue nord de la ville de Québec. Le prénom d'un des guides a-t-il un lien avec le toponyme de la rivière et du lac? Pour l'instant, il n'y a aucune preuve corborative[réf. nécessaire] appuyant cette thèse.